# Edat moderna de Catalunya
L'edat moderna de Catalunya va ser un període de transformació política i social. El feudalisme va virar cap a la construcció de l'estat modern, quelcom que va suposar una reorganització territorial, fiscal i militar i un desenvolupament econòmic, agrari i industrial incipient.
Amb el matrimoni d'Isabel I de Castella i Ferran el Catòlic de la Corona d'Aragó, tots dos de la casa castellana dels Trastàmara, el 1479 els destins dels dos regnes s'uneixen. L'auge de l'imperi hispànic (amb el domini de mig Europa i el descobriment d'Amèrica) i la crisi interna catalana van portar a la castellanització d'una part dels nobles. Els primers segles d'aquesta edat (XVI i XVIII) van estar marcats per una crisi demogràfica i econòmica de grans dimensions.
La Corona d'Aragó va mantenir totes les seves institucions, fins als Decrets de Nova Planta, el 1714. Tanmateix, una part del territori va ser amputat: 
l'any 1659, pel tractat dels Pirineus, les comarques del Rosselló, el Capcir, el Conflent i el Vallespir i una part de la Cerdanya van ser lliurades al regne de França. Va ser amb Felip IV que la tensió entre l'absolutisme dels Habsburg i la tradició pactista va acabar esclatant al Principat de Catalunya en l'anomenada Guerra dels Segadors (1640-1652), i enmig de la Guerra dels Trenta Anys), a causa de les reformes inconstitucionals que volia impulsar el valido comte-duc d'Olivares en matèria política i fiscal. Catalunya va arribar a destronar-lo i coronar com a rei Lluís XIII de França, però els exèrcits de l'Habsburg acabaren imposant-se. Com a conseqüència, Els Comtats (l'actual Catalunya Nord) foren separats de la resta d'aquest país i cedits a la monarquia francesa.
La derrota a la guerra de Successió (1700-1714), va suposar l'arribada d'un rei francès Felip V i una legislació uniformadora que posà fi al dret públic i a les institucions de govern, amb la Generalitat al capdavant. El nou règim borbònic s'orientava directament a la integració d'un Estat uniformista. El nou sistema fiscal imposat es recolzava principalment en el cadastre, basat en la tributació directa. El nou règim marginava el català i gravava l'economia local. Les vegueries es van substituir per corregiments, sota comandament militar, després de la desfeta de 1714, tal com tota Catalunya quedava sota el comandament d'un capità general. El nou règim va afavorir els qui l'havien donat suport, els anomenats botiflers (en contraposició, els fidels a la causa austriacista que eren anomenats vigatans). Un d'aquests il·lustres botiflers va ser en Pere Anton Veciana al qual s'atribueix la formació de les Esquadres de Catalunya el 1719, que es convertiria així en la primera policia catalana. Aquest cos, reorganitzat a partir de 1721 serviria per perseguir la munió de guerrilles anti-borbòniques que restaven pel país.
En tot cas, la condició d'espanyol era desconeguda als ordenaments jurídics dels regnes de Castella i d'Aragó fins als temps de la dinastia borbònica. De manera que la creació de l'Estat espanyol correspon pròpiament al regnat de Felip V.
Al segle xviii tindrà lloc, mercès a l'empenta de la societat catalana, la renaixença econòmica del país que prepararà la Revolució Industrial de Catalunya al segle següent i el naixement del catalanisme polític (1898).

## Dinastia dels Habsburg (Àustries) 1516-1714

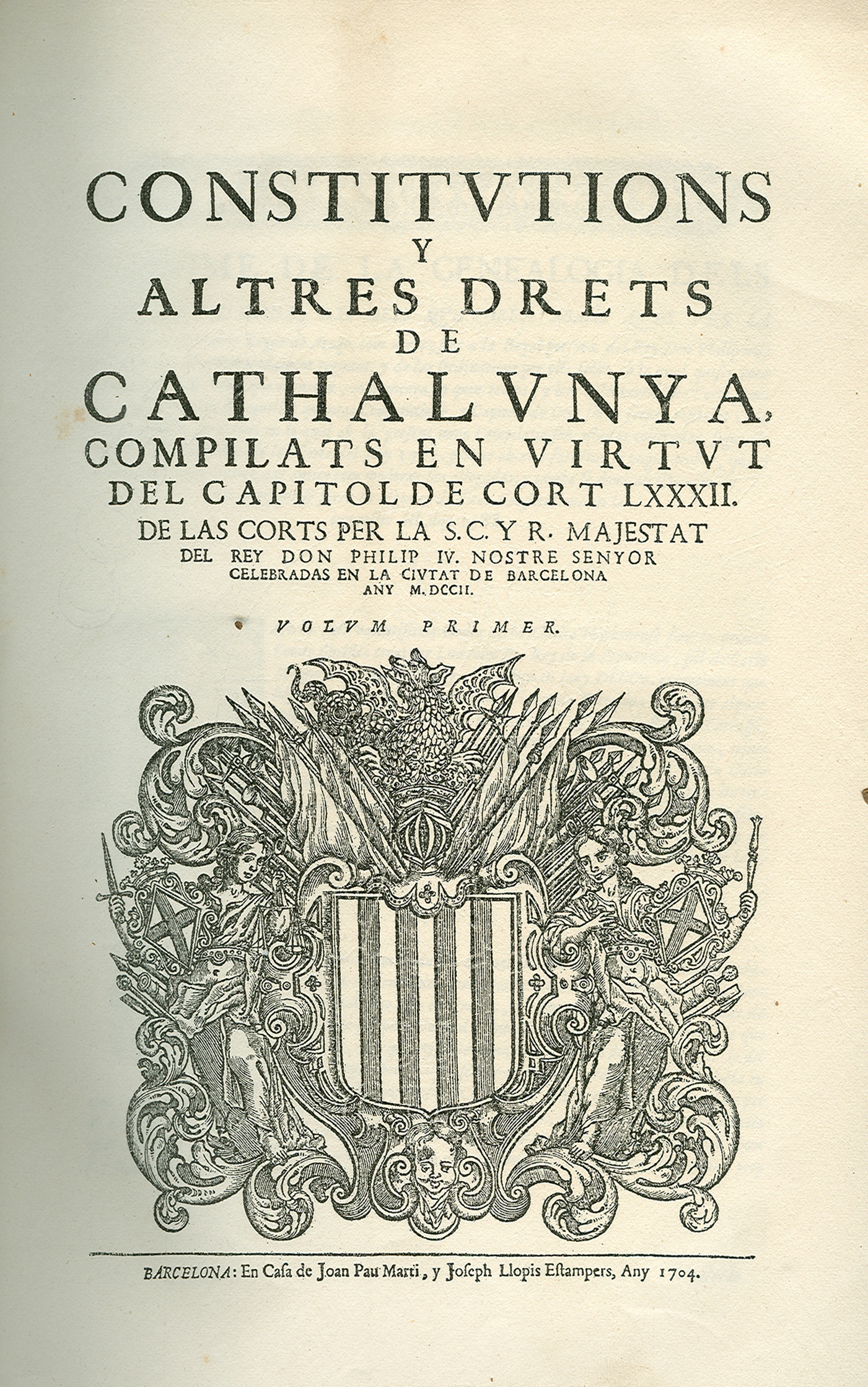
Portada del primer volum de les Constitucions catalanes de l'any 1702

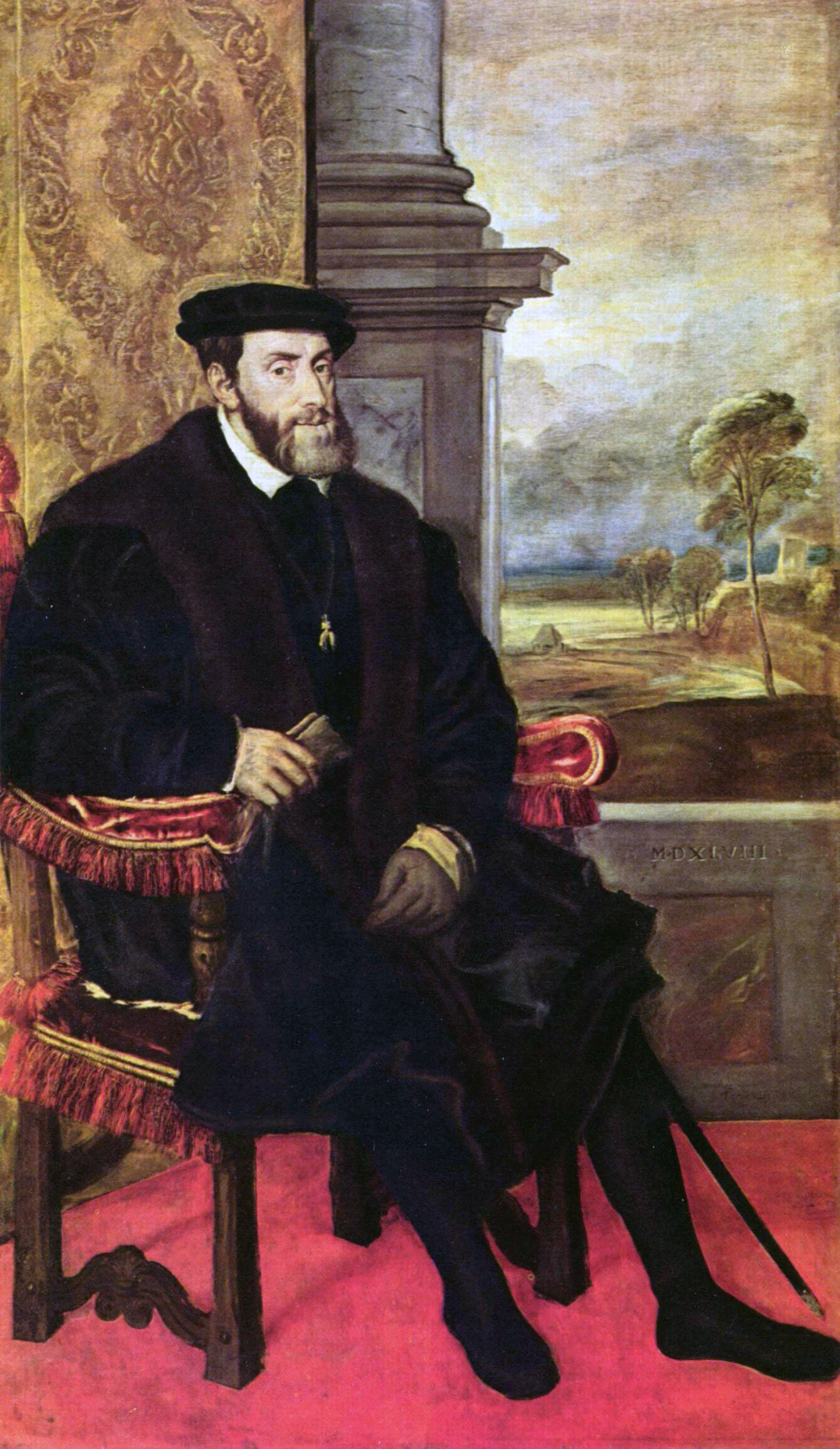
Carles V per Ticià

Als diversos Països Catalans, com a part de l'antiga Corona d'Aragó, així com a la Corona de Castella els Habsburg hi regiren per successió dinàstica: essent el primer d'ells l'emperador Carles V, en ser el net dels reis catòlics. Quan Carles va abdicar va originar dues dinasties de la família diferents: els Habsburg que regirien com a emperadors del Sacre Imperi al centre d'Europa; i els Habsburg que regirien la Monarquia Hispànica i llurs possessions d'ultramar, els quals aquests segons foren els sobirans dels diversos Països Catalans al llarg de bona part de l'edat moderna entre el 1516/1519 i el 1707/1714.
Com a monarques d'una sèrie de territoris vasts i molt heterogenis, els Habsburg hispànics es van caracteritzar sobretot per ser absents permanentment de les nacions que regien, en les quals el rol pràctic de la monarquia l'exerciren en realitat els seus virreis, les Audiències i fins i tot la Inquisició. A partir de Felip II la residència i la cort quedaren fixades a Castella, i llur política fou manifestament centralista. En la mateixa línia que d'altres monarquies europees, els Àustries encarnaren els moderns principis de l' absolutisme o autoritarisme monàrquic, en lluita constant en contra de la tradició pactista pròpia a la Corona d'Aragó, fet que va generar nombrosos conflictes jurídics per contrafurs (tant reals com suposats) com a tants altres estats europeus. Finalment, els Habsburg hispànics també es caracteritzaren per assumir la defensa dels valors religiosos de la contrareforma catòlica.

### Llista de monarques
- Carles I (I també als països de la Corona d'Aragó) que regnà a casa nostra entre 1516-1556: Amb només 16 anys, el 1516 va succeir a la pràctica el seu avi Ferran II el Catòlic com a sobirà dels estats que conformaven la Corona d'Aragó (i igualment feu a la Corona de Castella). Al Principat de Catalunya fou va jurar com a comte de Barcelona el 1519 en nom propi però també en el de la seva mare Joana la Boja (a través de la qual li venien els drets successoris del seu avi). La notícia que havia estat elegit emperador li va arribar precisament a Barcelona, motiu pel qual va marxar per ser coronat (fet que succeí a Aquisgrà el 1520), però sense convocar les necessàries Corts del Regne de València. Carles va regir llurs vastes possessions seguint la concepció medieval borgonyona (i catalana) patrimonial que entenia els diversos estats com a subjectes autogovernats per llurs pròpies lleis i interessos, i que l'únic que tenien en comú era un mateix sobirà. Pel que fa a la Corona d'Aragó, va establir el costum de convocar les corts a Montsó per als tres regnes: 1533, 1537, 1542, 1547 i 1553. Seguint la tradició medieval (i la necessitat política) va ser un monarca itinerant, i visità en diverses ocasions els estats catalans (per ex. el 1535 era a Catalunya per organitzar l'Expedició a Tunis).
- Felip II (I) entre 1556-1598: Felip va succeir Carles quan aquest abdicà el 1556. Educat a la castellana, va seguir una política totalment antagònica a la del seu pare: Aviat va establir Madrid i El Escorial (1561) com a seu de la cort i residència reial, reduint les visites als seus estats i establint definitivament la pràctica de l'absentisme tant habitual de la dinastia dels Habsburg. Va visitar el Principat el 1564 i el 1585.
- Felip III (II) entre 1598-1621: Va visitar el Principat el 1599.
- Felip IV (III) entre 1621-1665: Va ser amb Felip IV que la tensió entre l'absolutisme dels Habsburg i la tradició pactista va acabar esclatant al Principat de Catalunya en l'anomenada Guerra dels Segadors (1640-1652, i ennmig de la Guerra dels Trenta Anys), a causa de les reformes inconstitucionals que volia impulsar el valido comte-duc d'Olivares en matèria política i fiscal. Catalunya va arribar a destronar-lo i coronar com a rei Lluís XIII de França, però els exèrcits de l'Habsburg acabaren imposant-se. Com a conseqüència, Els Comtats (l'actual Catalunya Nord) foren separats de la resta d'aquest país i cedit a la monarquia francesa. Felip IV va visitar el Principat el 1626.
- Carles II (també II) entre 1665-1700: La relació es va destensar amb el nou rei, amb el qual fins i tot es va cooperar (rara situació que hom ha anomenat neoforalisme). El seu govern fou més pragmàtic i va intentar compatibilitzar llurs decisions amb la diversitat institucional dels regnes. No va visitar mai el Principat.

Mort Carles II, el llinatge dels Habsburg hispànics va quedar estroncat. La successió va acabar caient en mans de Felip V, de la família de Borbó, qui va jurar les constitucions dels diversos estats de la Corona d'Aragó. Però durant els seus primers anys el seu govern va optar altre cop per un ferri absolutisme (influït per aquest mateix estil del seu avi Lluís XIV de França) va contribuir a fer que els estats de la Corona d'Aragó prenguessin partit majoritàriament per l'altre candidat (que tenia el suport de la Gran Bretanya): l'arxiduc Carles d'Àustria, del llinatge dels Habsburg imperials, que el 1705 fou coronat com a Carles III, motiu pel qual Aragó, València i Catalunya entraren de ple a la Guerra de Successió Espanyola (1701-1714) a favor dels austriacistes. Carles, però, va rebre per sorpresa la corona imperial el 1711 i llavors abandonà llurs aspiracions a la monarquia hispànica.

### Guerra dels Segadors

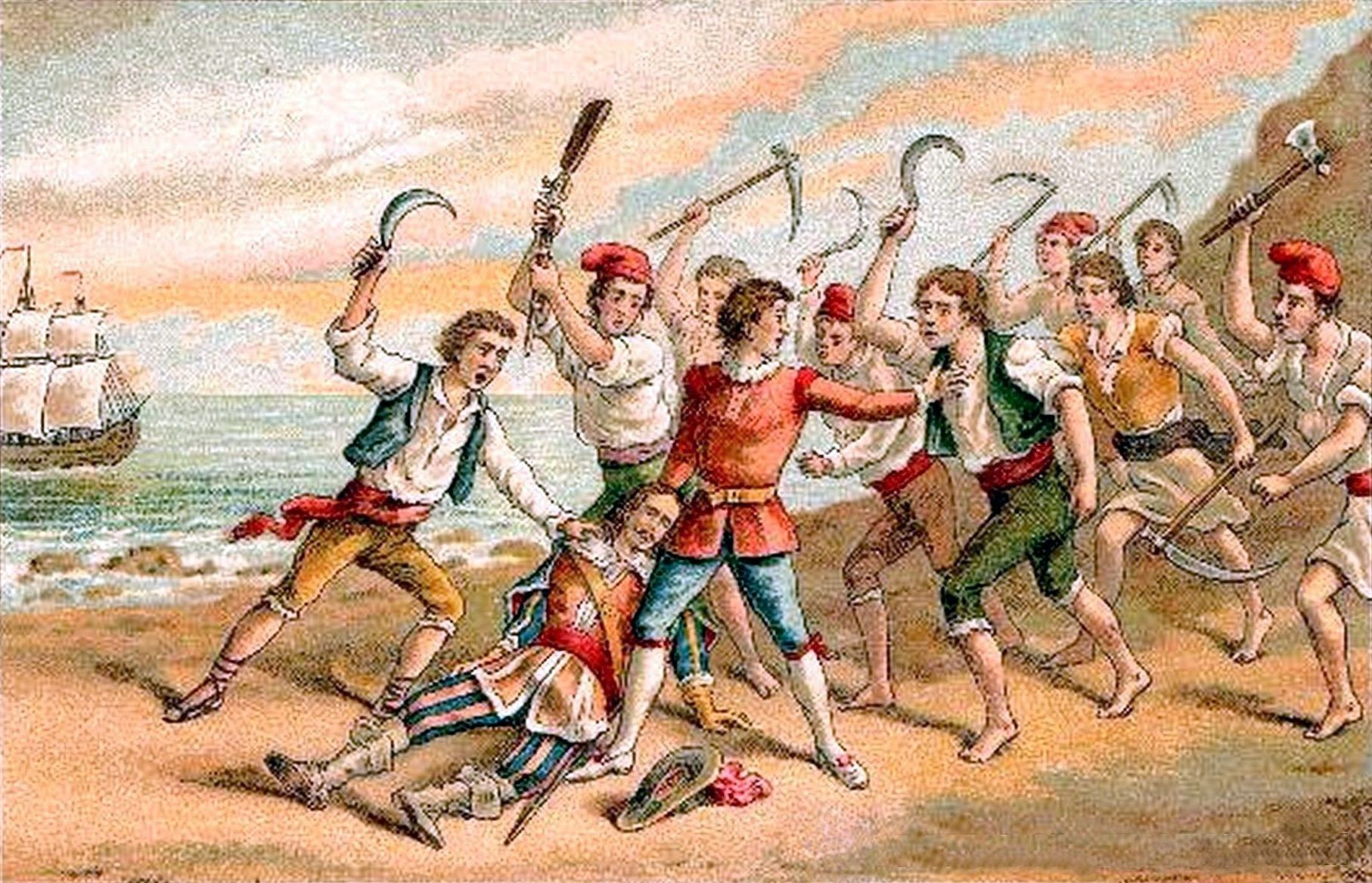
La Guerra dels Segadors, "Corpus de Sang" de H.Miralles (1910).

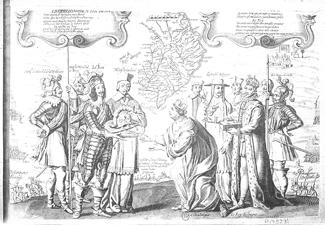
Imatge al·legòrica de la secessió de Catalunya i la integració a França.

La crisi econòmica, els nous impostos i les noves necessitats militars fan que es produeixi el primer intent secessionista de Catalunya. Les raons de fons són de dos tipus, en primer lloc per les anomenades "causes antigues" (reducció dels privilegis medievals de la noblesa des de la unió de la Corona d'Aragó i Castella, la no convocatòria i presidència de les Corts catalanes, la introducció d'alguns dels impostos que es pagaven a Castella, i la introducció a Barcelona de la Inquisició espanyola nova en substitució de la vella Inquisició que ja operava des de l'edat mitjana, i que va ser el model pel qual es va implantar la Inquisició a Castella en l'època dels Reis Catòlics), i "causes noves" (la presència en territori català de tropes estrangeres a sou del rei, considerant com a tals a castellanes i aragoneses necessàries per defensar les fronteres contra França en la guerra, però mai desitjables al teu territori, i l'exercici de càrrecs públics per persones no catalanes. I en segon lloc per la política centralitzadora del Comte-Duc d'Olivares, que pretenia unificar els regnes d'Aragó i Castella, reorganitzar i pujar el pagament d'impostos per mantenir la guerra dels trenta anys. Es pot resumir els principals problemes en la crisi econòmica, el malestar de la guerra, la presència de tropes per protegir la frontera contra França, donades als abusos dels exèrcits de l'època, i la petició de nous impostos i lleves per mantenir l'esforç militar durant la guerra.
Durant la guerra existent entre França i Espanya des de 1635, els francesos van envair el Rosselló al comandament de Condé i es van apoderar de la vila i la plaça de Salses. Els catalans van aixecar els seus sometents i van formar, amb ajuda de soldats reials, un exèrcit de 25.000 a 30.000 soldats al comandament del virrei de Santa Coloma, que va recuperar la plaça el 6 de gener de 1640, després del que Olivares va pretendre portar la guerra a l'interior de França i forçar la pau. Amb aquesta intenció es va ordenar una lleva forçosa d'uns 5.000 soldats catalans, enervant encara més els ànims, de manera que a mitjans de març els consellers (Pau Claris) i la Diputació van iniciar negociacions secretes amb el Cardenal Richelieu, primer ministre de França, que van ser ratificades a finals de maig. El 1640 comença la revolta d'Independència a Portugal amb suport de França i Anglaterra. Un gran èxit per a la diplomàcia internacional francesa que obre un nou front per les tropes del rei d'Espanya, que ja havia vist com començava una revolta a Nàpols i Sicília. El 22 de maig (1640) van arribar a Barcelona 3.000 camperols del Vallès armats i encapçalats pels bisbes de Vic i Barcelona. De retorn a l'Empordà, van assassinar als oficials del rei refugiats en els convents obligant-los a retrocedir cap al Rosselló cometent aquests, actes de venjança a Calonge, Palafrugell, Roses i altres pobles.
El 6 de juny, que era la festivitat de Corpus (dia que posteriorment ha estat recordat amb el nom de Corpus de Sang), els segadors van entrar a la ciutat de Barcelona a la recerca de treball a la sega, sent acompanyats per rebels armats, cometent diferents saquejos i assassinats, amb una resposta dels soldats del rei que capturen a un segador pròfug de la justícia per assassinat. La resistència dels segadors contra la detenció del seu company, els disturbis i combats posteriors i els incidents sagnants donen origen a la guerra civil entre els catalans reialistes i els catalans independentistes i que simpatitzaven amb l'esperit de l'aixecament, encara que l'aixecament va començar en un primer moment com una revolta contra les tropes del rei, contra la noblesa i la burgesia, que van patir nombrosos assalts, saquejos i assassinats a mans dels revoltats en els primers moments.
L'ambaixador francès, Du Plessis Besançon, es va reunir a Barcelona amb el president de la Generalitat de Catalunya, Pau Claris, amb la intenció de convertir Catalunya en república independent sota la protecció de França. Es va arribar a un acord mitjançant la signatura del tractat el 16 desembre de 1641 i Catalunya es va sotmetre a la sobirania del rei Lluís XIII de França. A finals de 1642 va morir Richelieu i, pocs mesos després, el rei Lluís XIII. Per la seva banda, Felip IV va prescindir del Comte Duc d'Olivares. Tot això va marcar un canvi de tendència en la Guerra i, encara que les tropes franceses van entrar a Catalunya com aliats dels catalans, aviat va ser evident per aquests que els soldats francesos es comportaven de la mateixa manera a com ho havien fet els de Felip IV. Un any després van ser recuperades Lleida i les comarques lleidatanes, que no van tornar a caure en mans franceses. El 1648 acaba la guerra dels 30 anys amb la Pau de Westfàlia, el que deixa lliures a les tropes del rei per intervenir en la revolta a Catalunya. El 1649 els reialistes van avançar fins a gairebé Barcelona, on el comportament dels francesos va fer inclinar la balança novament a favor de Felip IV produint fins i tot diverses conspiracions en aquest sentit, i cal destacar la protagonitzada per la senyora Hipòlita d'Aragó, baronessa d'Albi.
El 1651 Joan d'Àustria, assetjà Barcelona recuperant en menys d'un any Mataró, Canet de Mar, Calella, Blanes, Sant Feliu de Guíxols i Palamós. La Diputació del General de Catalunya va reconèixer a Felip IV, provocant la fugida de Margarit (president de la Diputació després de la mort de Clarís) i els seus partidaris a França. La ciutat, en estat de pesta després d'un any de setge, es va rendir el senyor Joan d'Àustria l'11 d'octubre de 1652, poc després, el 3 de gener de 1653, Felip IV va confirmar els furs catalans, amb algunes reserves. La fi de la guerra es va saldar amb l'annexió del Rosselló, el Conflent, el Vallespir i part de la Cerdanya a la corona francesa, annexió confirmada en el Tractat dels Pirineus (1659), encara que en la Catalunya sota administració francesa els furs catalans van ser derogats el 1660 i l'ús del català poc després, incomplint el rei Lluís XIV de França aquest tractat.

## Tractat dels Pirineus i partició de Catalunya

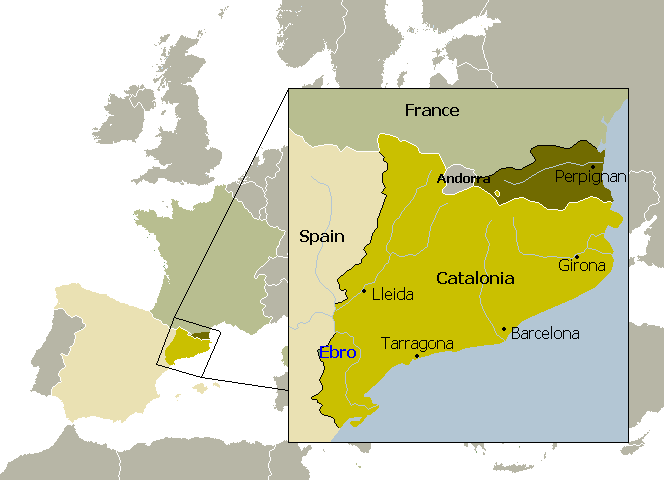
Partició de Catalunya el 1659.

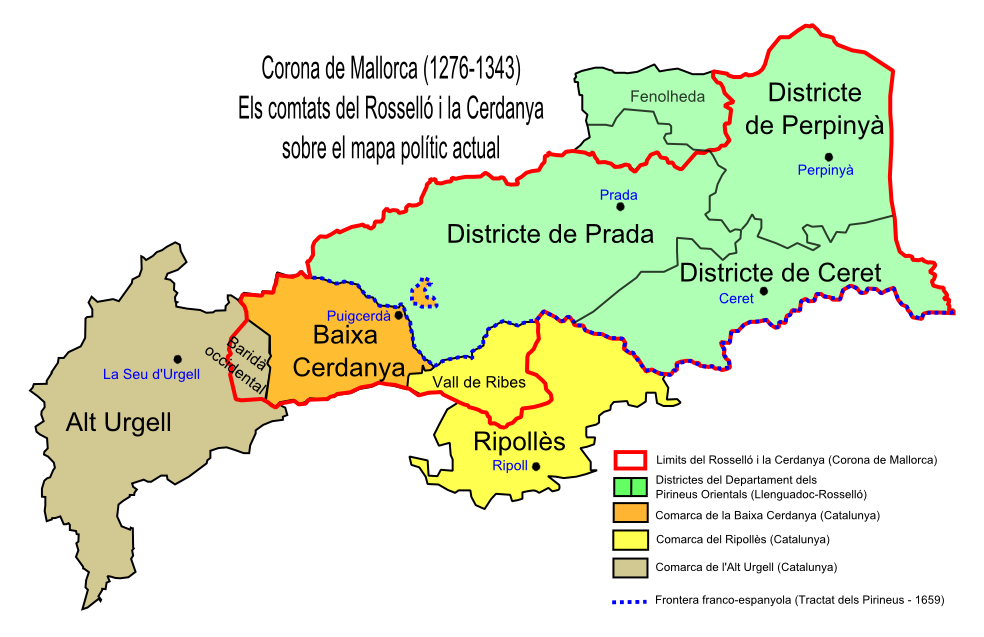
La divisió dels antics comtats del Rosselló i la Cerdanya entre les monarquies hispànica i francesa, sobre un mapa polític actual.

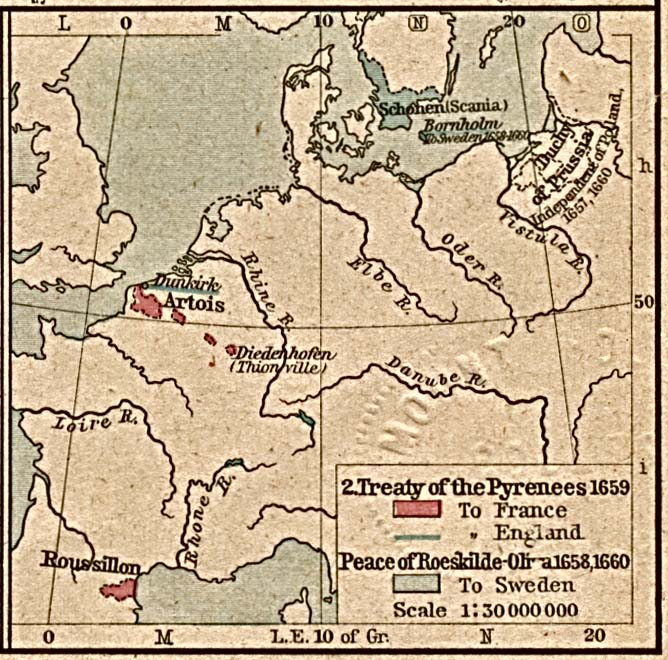
Efectes geopolítics del Tractat dels Pirineus.

El Tractat dels Pirineus (o Pau dels Pirineus) va ser signat el 7 de novembre del 1659 per part dels representants de Felip IV de Castella i III d'Aragó, Luis de Haro i Pedro Coloma, i els de Lluís XIV de França, Cardenal Mazzarino i Hugues de Lionne, a l'illa dels Faisans (al riu Bidasoa, als límits del País Basc Nord), tot posant fi al litigi de la Guerra dels Trenta Anys. Una de les conseqüències d'aquest tractat va ser la cessió a França del comtat del Rosselló i part del de la Cerdanya.
Felip IV va negociar aquest tractat sense consultar les Corts Catalanes ni els afectats. De fet, els ho va amagar oficialment fins a les Corts de Barcelona de 1702, tot i que va ser públic i notori des de 1660, tal com consta al Dietari de la Generalitat, on la Diputació va haver de fer una ambaixada al virrei per a "donar-li l'enhorabona de la feliç nova de l'ajustament de les paus entre Espanya y França". Els territoris afectats van conspirar durant anys per tornar a unir-se amb el Principat, i les autoritats catalanes també es van resistir a acceptar la partició, que no va poder fer efectiva fins al 1720.
El territori català es dividia així en contra de la voluntat de les institucions catalanes, contra el Jurament per les Illes, pel qual les terres de l'antic Regne de Mallorca no podien separar-se de les de la Corona d'Aragó, per la voluntat de la monarquia hispànica de cedir els territoris del nord de Catalunya a canvi de mantenir les possessions a Flandes. A diferència de Gibraltar o Menorca, cedides a Anglaterra el 1713 pel Tractat d'Utrecht, cap govern espanyol ha demanat la restitució dels territoris nord-catalans cedits en el Tractat dels Pirineus. Sovint es considera al Tractat del Pirineus com a part dels Tractats de Westfàlia, del que es considera una conseqüència.
Al segle xv França va ocupar els comtats de Rosselló i Cerdanya diverses vegades, i alguna ocupació duraria vint anys. Hi hagué setges importants contra la ciutat de Perpinyà, on els habitants rebien el sobrenom de menja-rates i des d'aleshores la ciutat té el títol de "Fidelíssima”.
El 1258 el tractat de Corbeil estableix una frontera entre Catalunya i els territoris de la corona francesa, situada a les Corberes, de manera que les comarques del Rosselló, el Capcir, la Cerdanya i el Vallespir queden a la banda catalana i la Fenolleda a la banda francesa.
Al segle xvii s'inicien els pasos que duran a la divisió de Catalunya. La monarquia hispànica, en guerra amb França, té tropes castellanes destacades a Catalunya, qui per ser malpagats es dediquen a fer robatoris, violacions i assassinats, la qual cosa crea descontent entre els catalans. En conseqüència, el 1640 la Generalitat de Catalunya comença una guerra de separació d'Espanya, anomenada la Guerra dels Segadors, que dura 19 anys. Finalment la guerra es perd, amb la qual cosa el país és ocupat al nord pels francesos i al sud pels castellans.

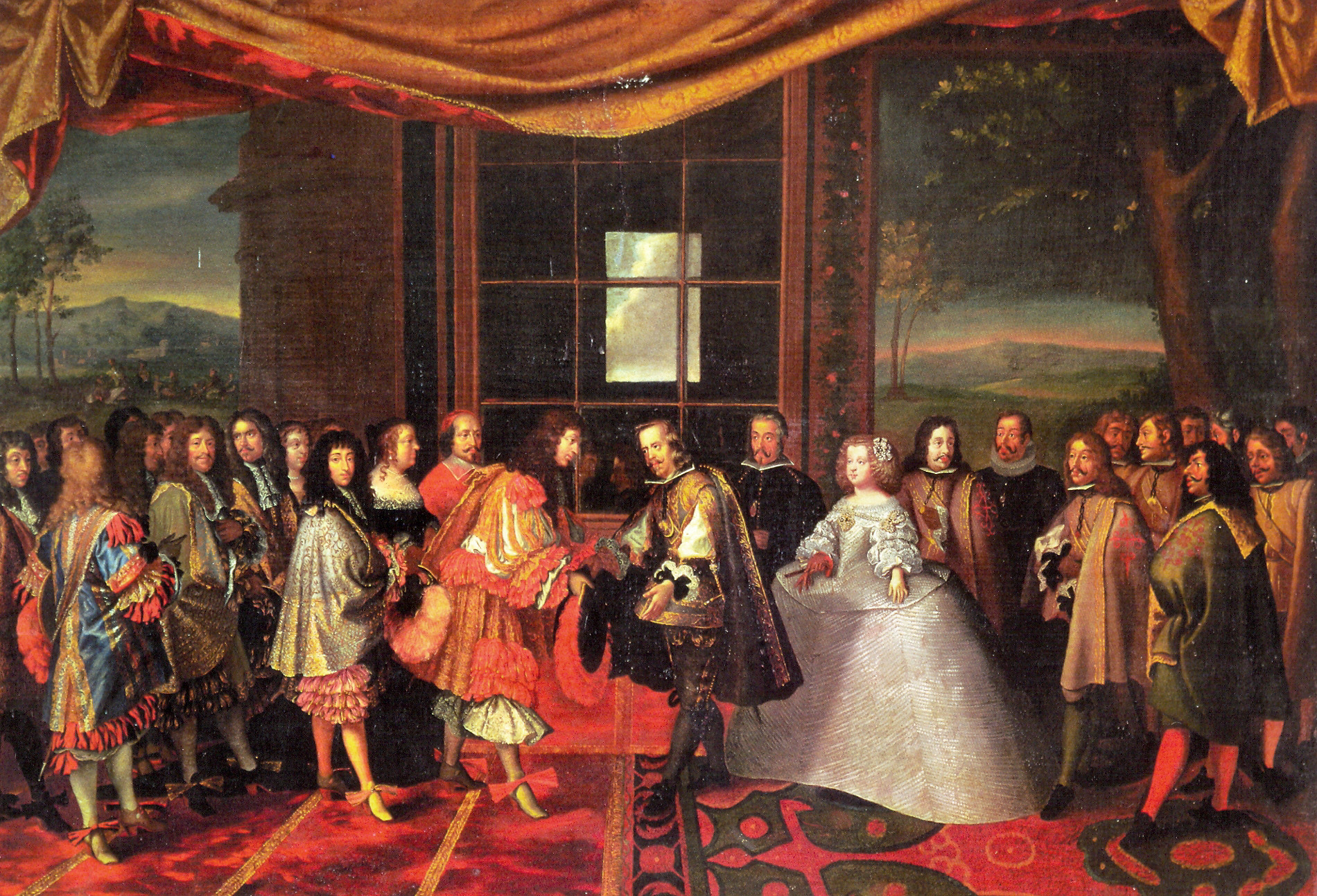
Escena retratada per Laumosnier que representa la signatura del tractat dels Pirineus amb Lluís XIV de França i Felip III d'Aragó a l'Illa dels Faisans el 1659.

El 1659, la frontera política actual, que elimina la del 1258, queda definida pel tractat dels Pirineus. A conseqüència de la signatura per part del rei d'Aragó del tractat dels Pirineus, el 7 de novembre de 1659, sense la preceptiva convocatòria de Corts, les comarques septentrionals catalanes foren cedides a França, amb l'excepció de la vila de Llívia. Felip IV va negociar aquest tractat sense consultar les Corts Catalanes ni els afectats i els ho va amagar, ja que no va notificar oficialment el tractat a les institucions catalanes fins a les Corts de 1702. Després de la separació de la Catalunya Nord del Principat el 1659, l'any 1660 es creà la Generalitat de Perpinyà. Aquest govern fou l'origen del que cent anys després seria el Consell General.
En aquesta època són importants les revoltes contra els francesos, sobretot per part dels anomenats Angelets de la terra a Ceret, que eren durament castigades.

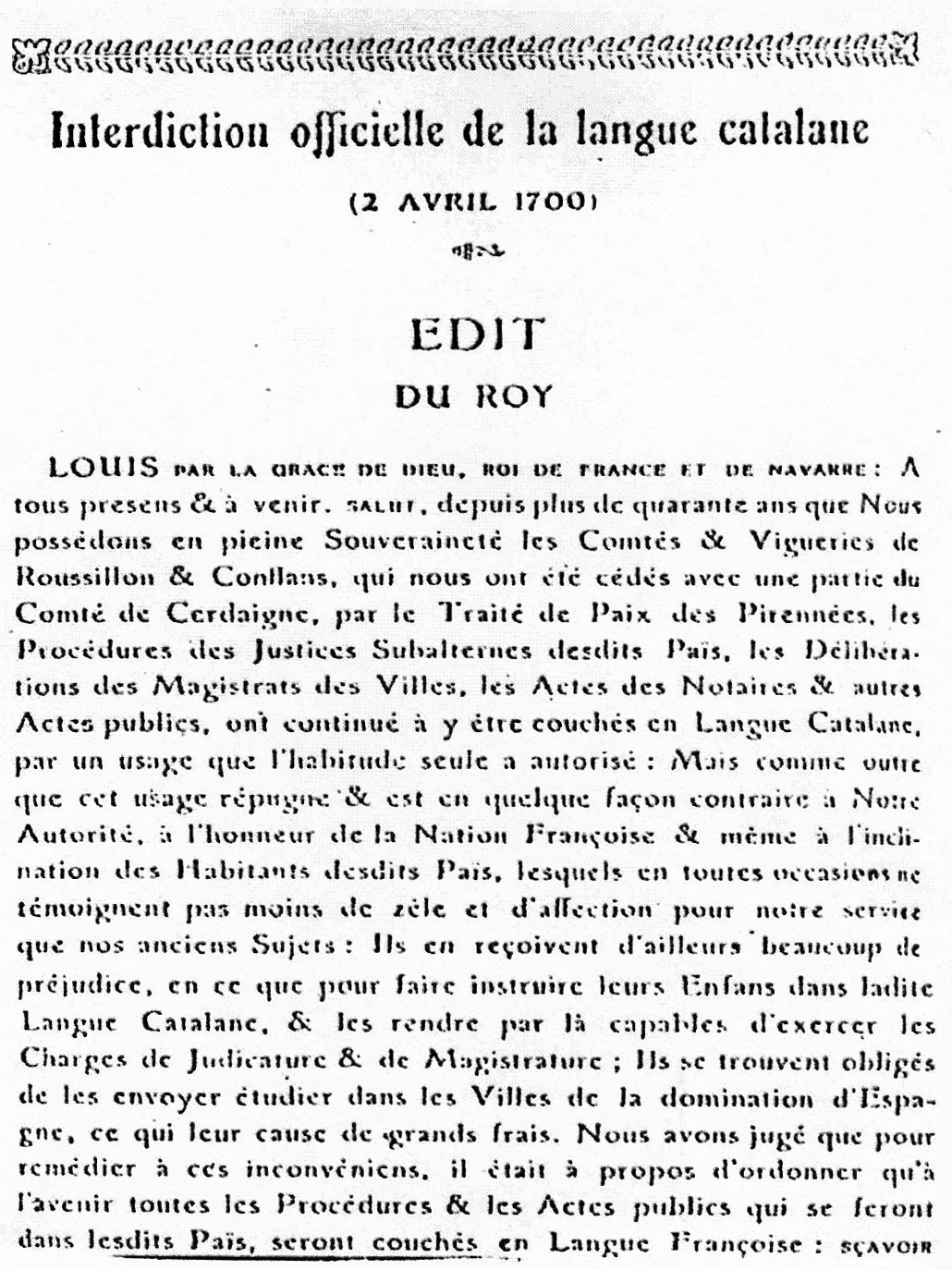
Decret de Prohibició Oficial de la Llengua Catalana a la Catalunya del Nord.

Al segle xviii, arrenca una forta repressió contra la llengua catalana: cap funcionari podia excercir si no parlava francès; se substitueixen els monjos catalans per francesos; des de 1700, l'ús del francès en escrits públics és obligat. També van ser dissoltes les institucions catalanes (Generalitat, cònsols, etc.), malgrat que el mateix tractat preveia de conservar-les.
Amb l'arribada de la Revolució Francesa (1792) s'intensifica la repressió del català.
La creació del departament dels Pirineus Orientals significà la formalització de la seperació de la Catalunya Nord de la del Sud, i un canvi radical en l'estructura administrativa del país. El departament va ser creat el 4 de març del 1790 en aplicació de la llei del 22 de desembre de 1789, junt amb els altres departaments francesos. Aquests són formats al voltant d'una vila important de la mateixa manera que les províncies espanyoles. Aquest primer consell era democràtic, si bé calia pagar un mínim d'impostos per votar.

## Guerra de Successió a Catalunya

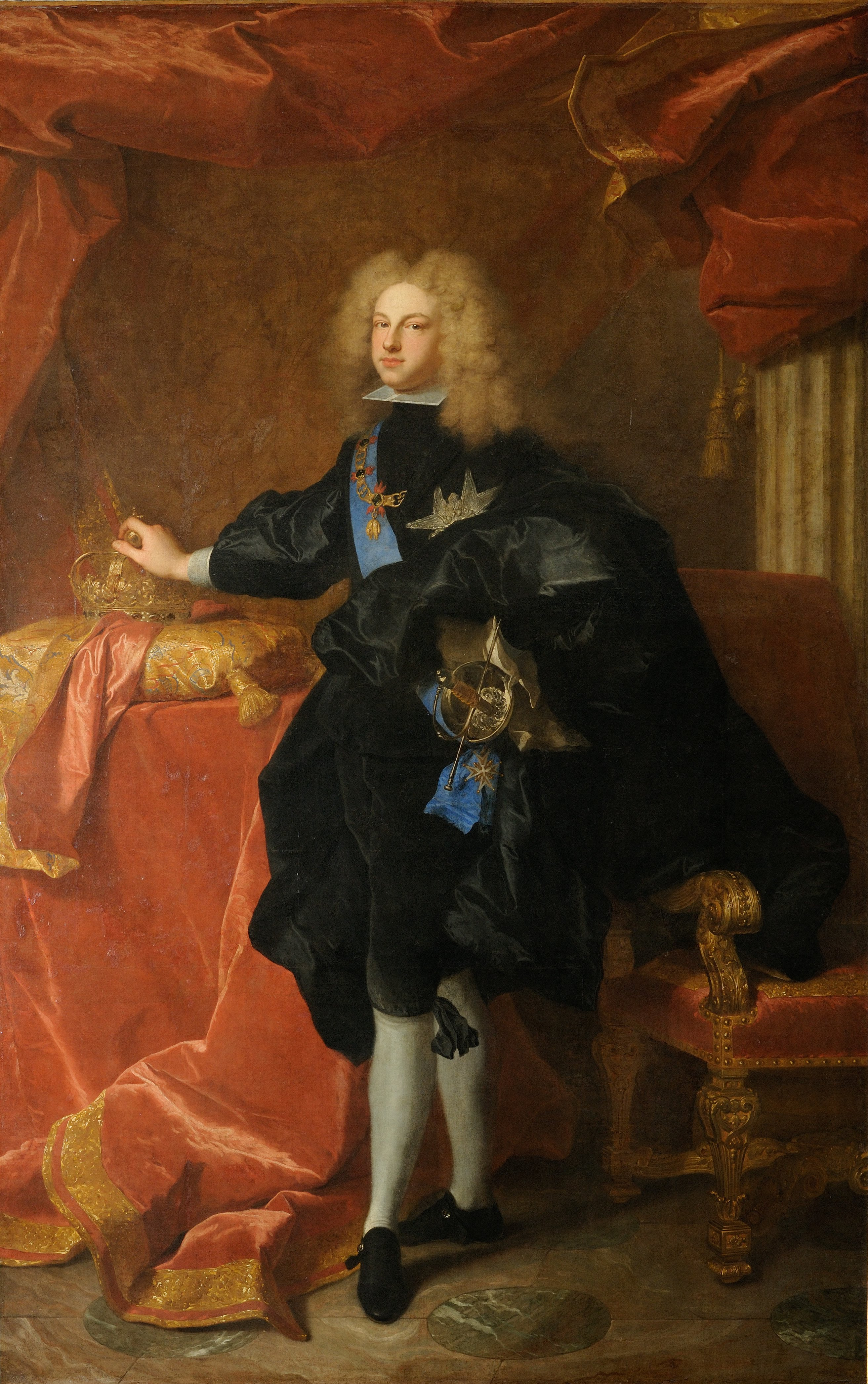
Felip de Borbó, duc d'Anjou, el 1701.

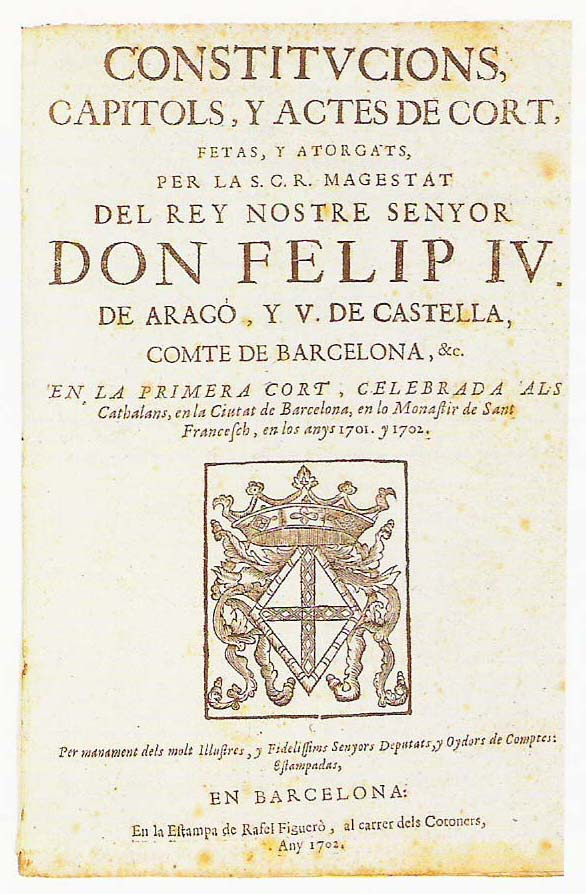
Constitucions, Capítols de Cort i Actes de Cort aprovats per les Corts catalanes de 1701-1702.

La Guerra de Successió Espanyola (1701-1713/1715) va ser un conflicte bèl·lic internacional, que, a més d'afectar el conjunt d'Europa, va incloure la Guerra de la reina Anna a l'Amèrica del Nord, com també accions de pirates i corsaris a les costes de l'Amèrica espanyola. En aquesta confrontació, a més de la successió a la corona hispànica, s'hi dirimia també la qüestió de l'equilibri de poder entre les diferents potències europees, considerant-se un dels primers conflictes globals.
A la Guerra de Successió, hi destacaren com a generals el Duc de Villars, el Duc de Berwick, el Duc de Marlborough, i el príncep Eugeni de Savoia.
El 1700, Carles II de Castella i d'Aragó va morir reconeixent com a hereu universal Felip de Borbó, duc d'Anjou, net de Lluís XIV de França, qui, d'aquesta manera, esdevingué Felip V de Castella i IV d'Aragó. La guerra va començar perquè l'emperador Leopold I va reivindicar els drets de la seva nissaga a les corones hispàniques; a més, a mesura que Lluís XIV es va anar mostrant cada vegada més imperialista i agressiu, d'altres potències europees, com ara, principalment, Anglaterra, Portugal i les Set Províncies Unides dels Països Baixos van aliar-se amb l'Imperi per oposar-se a l'expansionisme francès, com també, en el cas anglès, per assegurar la successió al seu tron de prínceps protestants; de fet, la Guerra de Successió Espanyola s'inscriu dins d'allò que alguns historiadors anglesos denominen la Segona Guerra dels Cent Anys, concepte que designa la constant rivalitat anglofrancesa que existí en tots els conflictes europeus que es donaren entre 1689 i 1815.
La Guerra va finalitzar amb la signatura el 1713 del Tractat d'Utrecht i el 1714 del Tractat de Rastatt, en aplicació dels quals Felip V fou reconegut com a rei d'Espanya, però amb la condició de renunciar als seus drets al tron francès, evitant així la unió de les dues corones; l'Imperi va annexionar-se gran part dels antics dominis espanyols a Itàlia i als Països Baixos. Tanmateix, malgrat que Lluís XIV va aconseguir situar el seu net al tron espanyol, el Tractat d'Utrecht va significar la fi de l'hegemonia francesa a Europa i va iniciar l'època de l'equilibri de poders que es mantindria fins a la fi de la Primera Guerra Mundial (1914-1918). Segons l'historiador Joaquim Albareda, qui va guanyar de debò va ser Anglaterra, que va aconseguir arrencar d'Espanya prebendes comercials a Amèrica i va aconseguir que França li'n fes d'altres i a més es quedés exhausta. També segons ell, la Guerra va marcar l'entrada d'Espanya en la decadència.
Dins dels regnes hispànics, la Corona de Castella va donar suport a Felip de Borbó mentre que, després de 1705, els estats de la Corona d'Aragó s'alinearen amb el pretendent Carles d'Àustria, que oferia garanties sinceres de respecte a les llibertats tradicionals. Per això, el triomf de Felip de Borbó va significar la fi dels drets i privilegis dels regnes de la Corona d'Aragó, que foren uniformitzats segons les lleis de Castella; a la Península, la guerra va durar fins a 1715, amb la capitulació de Mallorca davant de les forces de Felip V. Entre el 1702 i el 1715 van morir més d'1.200.000 combatents.
Catalunya, com la resta d'estats de la Corona d'Aragó, es va decantar a favor de l'Arxiduc Carles, qui va ser reconegut a Barcelona el 1705 com a rei de la Monarquia Hispànica amb el títol de Carles III, i allí va situar la seva cort. La fidelitat de Catalunya a la causa austriacista la convertirà en l'últim reducte —juntament amb el regne de Mallorca— de la resistència a l'avanç de Felip V, fins i tot després que s'haguessin signat els tractats d'Utrecht-Rastatt (1713-1714) que van posar fi a la guerra a Europa. Després de la capitulació de Barcelona el 12 de setembre de 1714 el rei va promulgar el Decret de Nova Planta que va obrir una nova etapa en la història de Catalunya.

### L'11 de setembre de 1714 i l'abolició de les institucions i llibertats civils catalanes

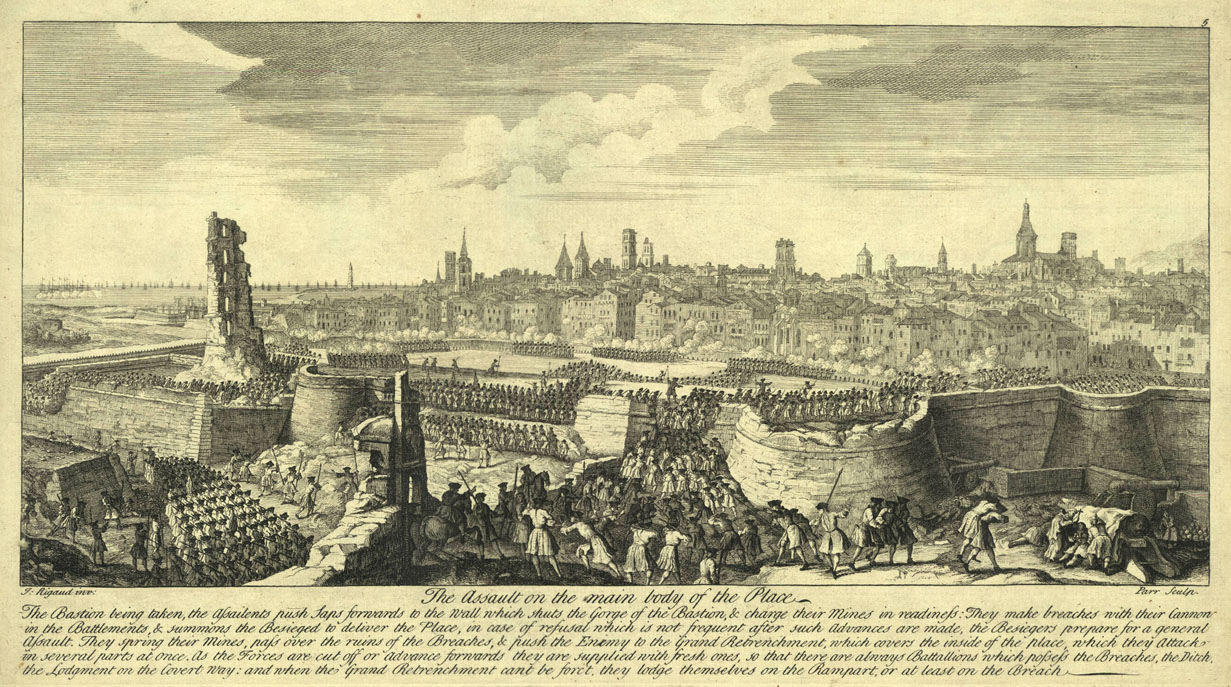
Assalt final de les tropes borbòniques sobre Barcelona l'11 de setembre de 1714.

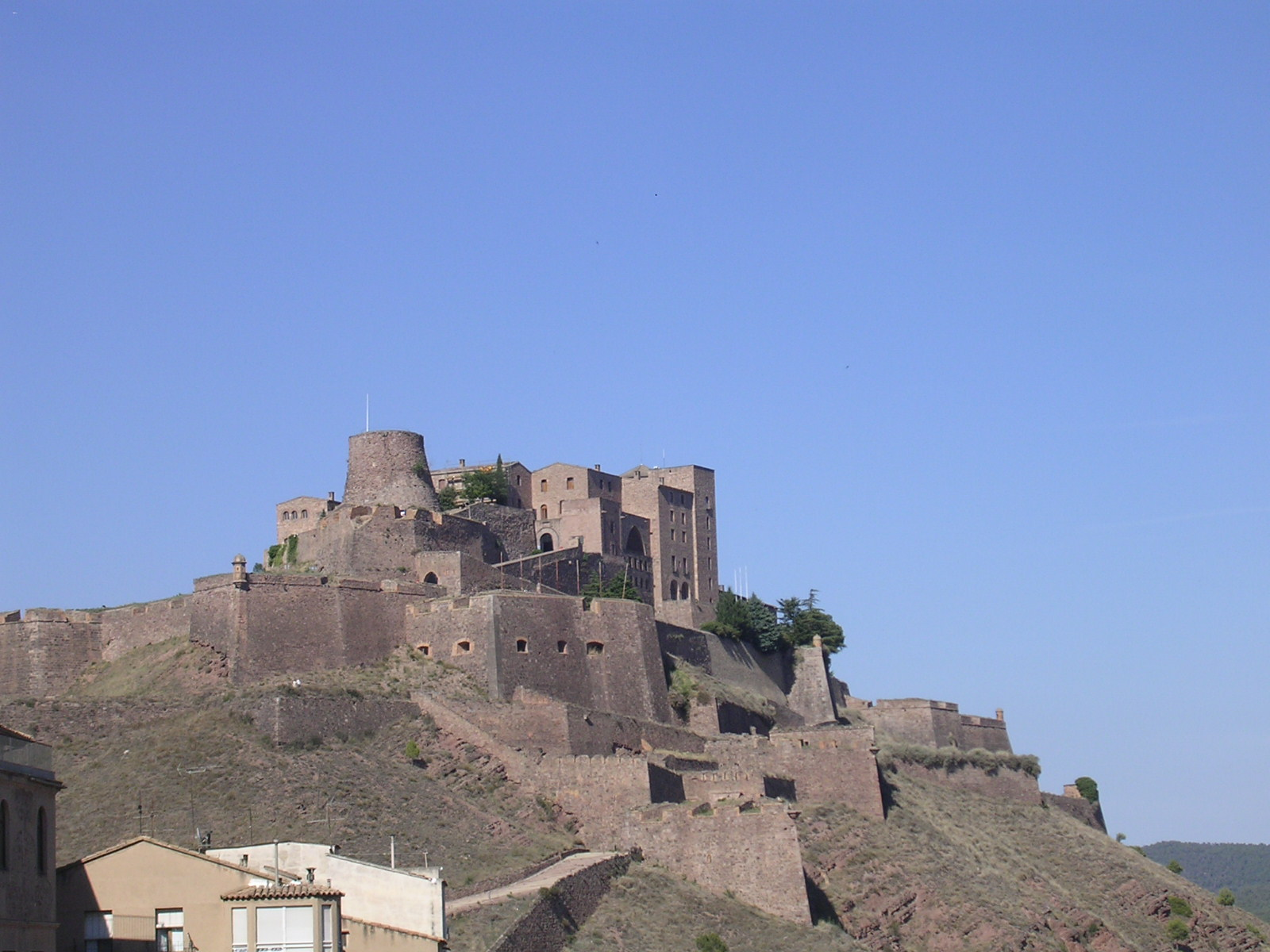
Castell de Cardona, l'últim reducte de la Catalunya resistent.

L'11 de setembre de 1714 tingué lloc la darrera defensa de Barcelona després de 14 mesos de setge davant el duc de Berwick durant la Guerra de Successió en la qual els Borbó (Felip V) i els Àustries (amb l'Arxiduc Carles) varen lluitar per tot Europa per la corona d'Espanya, on va adquirir caràcter de guerra civil, ja que els partidaris d'ambdós candidats estaven repartits per tot el territori, concentrant-se els filipistes a la part de la Corona de Castella (Castella, Andalusia i nord-oest de la península), i els austriacistes a la Corona d'Aragó (Regne d'Aragó, Principat de Catalunya, Regne de València i Regne de Mallorca). Amb la victòria de Felip V, s'implantà un sistema polític uniforme a gairebé tots els seus dominis, que a partir d'aquell moment comprengueren, a més de la Corona de Castella, la d'Aragó. Es van derogar els privilegis nobiliaris, els Furs locals i les institucions d'autogovern abans respectades per la Casa d'Àustria a tots els regnes declarats austriacistes (Menorca, llavors sota domini anglès, se'n va escapar temporalment). Per això, l'11 de setembre també es recorda la consegüent abolició de les institucions i llibertats civils catalanes.
El juliol del 1714 es va incorporar al setge de Barcelona un exèrcit francès al comandament del Duc de Berwick, amb el qual la desproporció de forces entre els contendents es va accentuar encara més. S'estima que uns 47.000 soldats borbònics ocupaven Catalunya i uns 39.000 voltaven Barcelona. Enfront d'ells uns 5.400 resistents defensaven la ciutat, al comandament del general Antoni de Villarroel i Peláez i del conseller en cap Rafael Casanova, i les partides austriacistes que assetjaven als borbònics a l'interior de Catalunya no superarien els 13.000 homes. El setge per mar imposat per Berwick va fer que la situació a Barcelona fos insostenible, ja que el proveïment que fins llavors havia rebut des de Mallorca, Gènova, Sardenya i el nord d'Àfrica es va interrompre amb el qual el blat i els productes bàsics van començar a escassejar, inclosa la munició. A això es va unir el bombardeig continu iniciat a l'abril que va tenir efectes devastadors: van caure al voltant de 40.000 projectils que van destruir la tercera part dels edificis.
L'única esperança que li quedava a Barcelona era que arribés l'ajuda exterior i aquesta possibilitat es va obrir quan va morir la reina Anna d'Anglaterra l'1 d'agost i el seu successor Jordi I de la Gran Bretanya semblava disposat a donar un viratge a la política britànica sobre el "cas dels catalans". Així el 18 de setembre el nou rei va rebre a la Haia, on es trobava camí de Londres per ser coronat, a l'ambaixador català Felip Ferran de Sacirera, a qui li va prometre que faria el possible per Catalunya, però temia que fos massa tard. En efecte, quan va arribar a Londres a la fi de mes ja es coneixia la notícia que el 12 de setembre de 1714 Barcelona havia capitulat.
El 3 de setembre de 1714 Berwick va donar un ultimàtum a Barcelona perquè es rendís però els resistents van decidir prosseguir la lluita, per la qual cosa a la matinada del 10 a l'11 de setembre es va produir l'assalt final a la ciutat per una bretxa de la muralla —que havia estat oberta feia dos mesos i que els resistents havien aconseguit defensar fins llavors—, combatent-se cos a cos als carrers i cases. Els dos màxims dirigents Rafael Casanova i Antoni de Villarroel van caure ferits i a les dues de la tarda del 12 de setembre Barcelona va capitular. Es calcula que durant els catorze mesos de setge els defensors de la ciutat van tenir unes 7.000 baixes entre morts i ferits, mentre els assaltants van perdre més de 10.000 homes. El 13 de setembre les tropes borbòniques van ocupar Barcelona i cinc dies després, el 18, capitulava l'últim reducte de la Catalunya resistent, el castell de Cardona defensat pel governador Manuel Desvalls.

## Decrets de Nova Planta

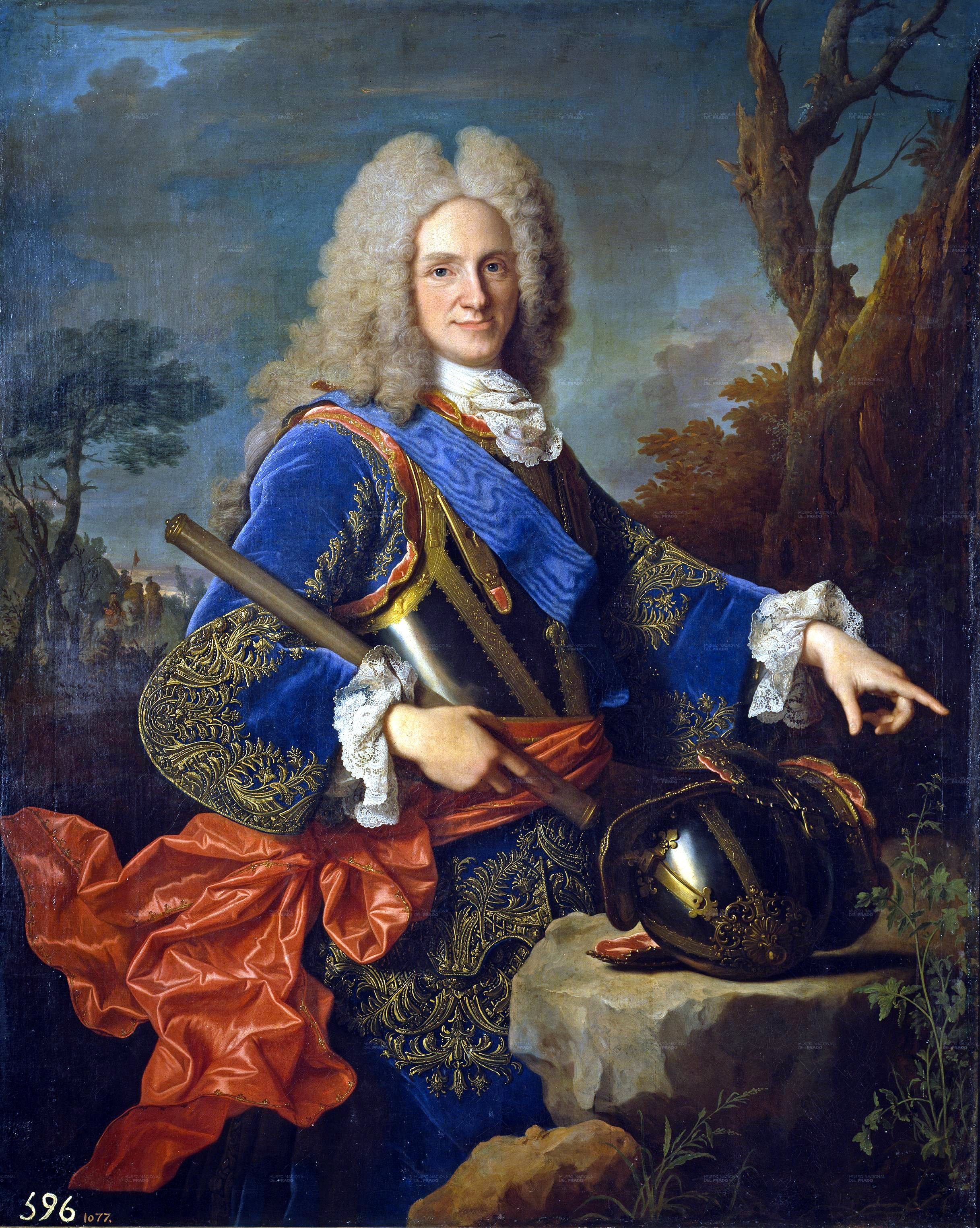
Felip V durant el seu segon regnat.

Els Decrets de Nova Planta són el conjunt de lleis sancionades i promulgades per Felip V a l'inici del seu regnat que implantaren l'absolutisme a la Monarquia d'Espanya. Amb aquestes lleis el monarca borbònic s'arrogà la sobirania dels regnes invocant un dret diví. El sistema de govern de la monarquia espanyola, basat en consells deliberatius i col·legiats –règim polisinodial–, quedà extingit i s'imposà un règim de secretaries d'Estat executiu i jeràrquic que es fonamentava en darrer terme en la «reial voluntat» del monarca com a font de tota sobirania. Així mateix, invocant al «dret de conquesta», acusant-los de «rebel·lió», i manifestant la voluntat de reduir tots els seus estats a les lleis de Castella, foren abolits els Furs i les Constitucions dels estats de la Corona d'Aragó, quedant derogades també les institucions pròpies que vetllaven pel seu acompliment.
D'aquesta manera la Monarquia d'Espanya, que s'havia forjat com una monarquia composta per l'agregació de diferents i diversos estats moderns per la via matrimonial, quedà reduïda a un únic, uniforme i centralitzat corpus jurisdiccional, legislatiu i polític, supeditada absolutament al monarca borbònic de qui emanava, en darrera instància, tota font de sobirania; només en quedaren al marge els territoris de Navarra, Vascongades i Aran, que per la seva fidelitat a la Casa de Borbó obtingueren el privilegi de preservar el seu estatus jurídic i polític anterior a la guerra –els drets històrics–. Aquest conjunt de lleis pren el nom genèric de Decrets de Nova Planta a partir d'uns Reials Decrets específics que establien una «Nova Planta» –nova estructura– a les institucions constitucionals anteriors a la guerra a fi que fossin reduïdes com a instruments per a implantar l'absolutisme. La Monarquia Absoluta Borbònica resultant fou organitzada territorialment en 21 províncies, dividides al seu torn en corregiments. Als estats de la Corona d'Aragó la Nova Planta de les Reials Audiències posà aquestes institucions judicials sota l'autoritat dels Capitans Generals de l'Exèrcit, de manera que aquestes esdevingueren les institucions d'administració territorial borbòniques a través de les quals s'executava la «reial voluntat» del monarca resident a Madrid. Parell a la seva funció executiva, les Reials Audiències continuaren desenvolupant la seva tasca pròpiament judicial aplicant el dret civil propi, excepció feta de València, on s'instaurà el dret civil castellà.
La primera reivindicació dels extints estats de la Corona d'Aragó denunciant el règim absolutista resultat de la Nova Planta fou el memorial de greuges anomenat Representació de Greuges (1760). Els Decrets de Nova Planta que implantaren l'absolutisme a la monarquia espanyola quedaren derogats quan col·lapsà l'Antic règim absolutista i es posà fi definitivament a la Monarquia Absoluta Borbònica (1833) un segle després de la seva imposició, quedant instaurat el Regne constitucional d'Espanya; la derogació dels decrets de Nova Planta i del règim absolutista fou ratificada legalment per la Constitució Espanyola de 1837. Si des de l'edat mitjana i la modernitat històrica la sobirania havia estat compartida entre el monarca i el regne a través de les Corts, i després del 1714 amb els Decrets de Nova Planta el monarca s'havia apoderat absolutament de la sobirania al llarg de tot un segle, amb la Constitució Espanyola de 1837 la sobirania retornava final i definitivament a la nació, quedant consagrat a partir d'aleshores el principi de la sobirania nacional.
Això no obstant, però, l'establiment d'un estat liberal no suposà la recuperació del sistema constitucional propi dels altres estats de la Corona d'Aragó, sinó que consagraren el Regne constitucional d'Espanya com un règim polític únic, uniforme i centralitzat, herència directa de l'antiga Monarquia Absolutista Borbònica, i que només reconeix a una única nació, la Nació Espanyola. Al llarg del segle xx s'assajaren diversos mètodes de des-centralització administrativa com ara la Mancomunitat de Catalunya o la Generalitat republicana, però no fou fins a la promulgació de la Constitució Espanyola de 1978 i l'aprovació dels Estatus d'Autonomia quan es consolidà l'actual sistema espanyol de descentralització politico-administrativa en comunitats autònomes, sempre basat en darrera instància en què la sobirania emana d'una única i uniforme Nació Espanyola ja des del 1812, ratificada el 1837, i actualment vigent des del 1978 –excepció feta dels territoris amb drets històrics–. Així doncs, malgrat que els decrets de Nova Planta quedaren abolits per les constitucions espanyoles i la sobirania retornà al poble després d'un segle de règim absolutista, els estats de la Corona d'Aragó mai no han recuperat la seva pròpia sobirania que els fou llevada entre el 1707 i el 1714 per la força de les armes, ni les seves institucions de govern han recuperat la seva potestas suprema que emanava d'aquesta sobirania.

Catalunya en un mapa del, per Jan Baptist Vrients

### La Nova Planta absolutista de Catalunya

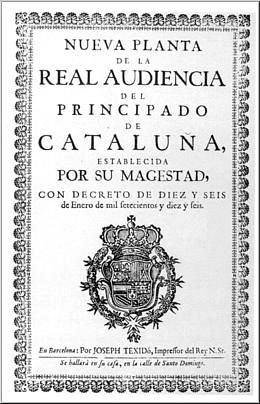
Nova Planta de la Reial Audiència del Principat de Catalunya.

El 16 de gener de 1716 es va publicar el Reial Decret de 16-I-1716 que establia el nou sistema de govern absolutista, establint la Nova Planta de la Reial Audiència de Catalunya (borbònica) seguint el model castellà. El dret civil català, el dret penal i el processal –més severs els catalans que els castellans– quedaren restablerts per defecte en no pronunciar-se sobre aquests en el Reial Decret de 16-I-1716 i establir en l'article 42 que quedaven com a subsidiaris: «En tot allò que no estigui en els capítols precedents d'aquest decret, s'observen les constitucions que abans hi havia a Catalunya; entenent-se que són de nou establertes per aquest decret, i que tenen la mateixa força i vigor que l'individual manat per ell». Havent estat abolit el dret públic, la reial audiència quedava presidida pel Capità General de Catalunya, recolzat en aquells moments pel major exèrcit que mai hi havia hagut a Catalunya; el capità general recollia les atribucions dels antics virreis. En el govern local també s'aplicaren les lleis castellanes, quedant abolides les tradicionals vegueries, que foren substituïdes per dotze corregiments al capdavant dels quals hi havia un corregidor escollit pel rei, i es prohibia el sometent. Per defecte, es mantingué el Consolat de Mar i la jurisdicció que aquest exercia. El català fou substituït pel castellà, que des de llavors passava a ser oficial i obligatori a l'administració i a la judicatura.
- Reial Audiència de Catalunya (borbònica)
  - Institució: Reial Decret de 16-I-1716
  - Presidència: Presidida pel Capità General de Catalunya; en els afers estrictament judicials, ho era pel Regent.
  - Funcions: Òrgan de justícia territorial subordinat a les resolucions del Consell de Castella i òrgan de govern subordinat a nivell teòric al Capità General de Catalunya, però amb qui governa a través de l'assoliment del Reial Acord, formant una bicefàlia que originarà conflictes competencials.
  - Composició: 1 Regent, 10 oïdors per als afers civils –en dues sales– i 5 per als criminals –una sala–, 2 fiscals i 1 algutzir major.

### Significació dels Decrets de Nova Planta
L'aixecament dels estats de la Corona d'Aragó entre el 1705 i el 1706 en favor del pretendent a la corona espanyola Carles d'Àustria fou interpretada pel monarca borbònic com un delicte de rebel·lió contra el jurament de fidelitat que li havien prestat i li devien. Pels estats de la Corona d'Aragó l'aixecament es justificava per l'incompliment reial del pactum constitucional. Els Decrets de Nova Planta van tenir allí la finalitat de castigar els que s'havien alineat en contra del rei Felip V al·ludint al "dret de conquesta" com se cita en aquells decrets. A partir d'aquell moment ambdós regnes passaren a ser governats directament per una institució estrangera, el Consell de Castella, en règim d'ocupació militar sota l'administració d'un capità general, i amb un ordenament jurídic i règim polític que ja no era el propi sinó s'imposà la uniformitat castellana. Els funcionaris es van començar a nomenar des de Madrid, el valencià hi va ser prohibit com a llengua de l'administració, de l'ensenyament i de la predicació. A diferència d'altres territoris de la Corona d'Aragó, en el cas valencià, es va abolir fins i tot el dret civil. L'Aragó també va perdre les seues lleis, i la llengua, l'aragonès, per bé que aleshores ja es trobava en un avançat procés d'assimilació pel castellà. Tot plegat suposà la pèrdua de la capacitat legislativa i del control econòmic, fiscal, judicial, duaner i monetari propi i la dependència dels aparells polítics castellans, a banda que s'imposà l'autoritat reial, per damunt de la legal. S'implantà una nova divisió administrativa en corregiments i els nomenaments passaren a ser potestat del monarca.
Els Decrets de Nova Planta tingueren en comú la desaparició del que caracteritzava l'estructura de la Corona d'Aragó, primer, i la Monarquia Hispànica, després, és a dir, la monarquia composta: un rei regnant sobre diferents regnes, atès que aquests regnes desaparegueren sotsmesos a les institucions, lleis i autoritats d'un d'ells, el de Castella, per bé que no nominalment continuaren existint. Amb els Decrets de Nova Planta també desaparegué el que caracteritzava el sistema de relacions polítiques: la sobirania compartida entre la monarquia i els estaments, exercida a través de les Corts i de l'aplicació de les Constitucions i privilegis, fins i tot en el cas del Regne de Mallorca, en què el Gran i General Consell tenia competències pròpies de les Corts que aquest regne no tenia. Els Decrets de Nova Planta suposaren la mort jurídica dels territoris de la Corona d'Aragó com a entitats amb personalitat pròpia. En resum, com a resultat dels decrets, els antics regnes de la Corona d'Aragó, van perdre les seves institucions politiques i administratives tot i que, llevat València, van mantenir el seu dret privat propi. Aquest uniformisme però fou imperfecte perquè a Castella no s'imposà el cadastre i a Catalunya es mantingué l'exempció de quintes. Les corts pròpies van ser dissoltes i es va concedir a algunes poblacions el dret d'assistir a les corts castellanes, que es converteixen en corts comunes a tot Espanya, excepte Navarra, que va mantenir les seves corts reals fins a 1841. En 1709 van assistir a les Corts representants d'Aragó i València, i a les de 1724, també van assistir representants de Catalunya. Es van modificar els mecanismes d'elecció dels governs municipals adaptant-los a les normes de Castella. Els municipis importants van passar a ser regits per un corregidor, i els cabildos locals per un regidor, que a Aragó van passar a ser hereditaris, de manera que, a finals del segle xviii gairebé tots els càrrecs estaven ocupats per membres de la noblesa. Els Battles locals, que ajudaven els regidors, eren nomenats cada any per l'Audiència.

### Austriacisme persistent

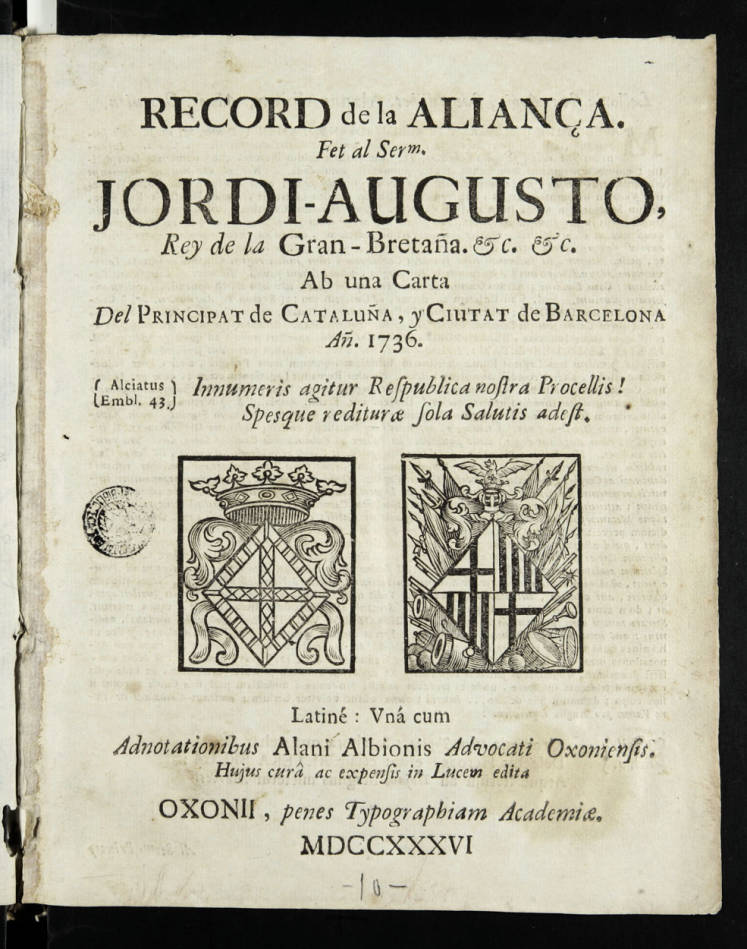
Record de l'Aliança, publicat el 1736, el «22è any de la nostra esclavitud».

El 1719, en el marc de la Guerra de la Quàdruple Aliança, el coronel Pere Joan Barceló i Anguera «el Carrasquet» cabdellà diverses partides de miquelets per intentar provocar un sollevament general a Catalunya, però el 1725 es firmà el Tractat de Viena que reconeixia l'statu quo d'Utrecht i Rastatt. Malgrat això la implicació de Felip V en la Guerra de Successió de Polònia (1733-1738) degut als Pactes de Família borbònics desencadenà les esperances dels austriacistes per a recuperar la «Llibertat de Catalunya» i es publicà l'opuscle Via fora els adormits. Aquest és una crida a la defensa de les llibertats arrabassades el 1714 i a la reclamació dels territoris cedits a França per la Pau dels Pirineus, i reivindica la creació d'un domini català que amb utilitat de l'Europa pot reviure, o bé la creació d'una república lliure de Catalunya. El 1736, el «22º any de la nostra esclavitud», sortia publicat un altre opúscle titulat Record de l'Aliança, un missatge dels catalans adreçat al rei Jordi I d'Anglaterra, desafeccionat, però encara aliat segons el pacte de Gènova de 1705, on es recorda a Anglaterra l'aliança pactada per la llibertat de Catalunya i de tota la monarquia d'Espanya, i demana que sigui reactualitzada i proposa com a alternativa la creació d'una Republica Libera de Cathalunya. Inclús des de les mateixes files borbòniques, el 1760 els diputats representants de les capitals de l'extinta Corona d'Aragó (Saragossa, València, la ciutat de Mallorca i Barcelona) presentaren conjuntament la Representació (Memorial de Greuges) aprofitant les úniques Corts que va convocar Carles III d'Espanya. El memorial contenia una denúncia de diversos crítiques a la política borbònica, sobretot al monopoli del poder pel Consell de Castella i els castellans a la Corona d'Aragó, i la impossibilitat dels súbdits d'aquesta d'accedir als càrrecs de Castella. Per això feien una defensa i exaltació dels aspectes positius del sistema anterior a la Nova Planta i de la seva justícia, i reclamaven la igualtat de representació entre els regnes, contra la discriminació de la Corona d'Aragó. Hi eren importants les referències a la discriminació dels catalanoparlants i als inconvenients que els funcionaris castellans no sabessin el català. En contraposició a aquestes reivindicacions, en aquelles Corts els representants de la capital històrica de Castella, Burgos, exigiren que els representants de la Corona d'Aragó seguessin a la darrera fila, darrere de tots i separats dels de Castella.

## Dinastia borbònica
La dinastia borbònica va entroncar amb la Casa Reial d'Espanya per diversos matrimonis d'estat celebrats al llarg del segle xvii, entre infantes d'Espanya i reis de França. El cognom de la dinastia és originari de la localitat francesa de Bourbon i ha estat portat pels titulars de les corones de Navarra, Espanya, França, les Dues Sicílies, Sardenya, a més del Ducat de Borgonya. El Rei Joan Carles I d'Espanya, cap de la Casa Reial d'Espanya, com a descendent directe i successor legítim dels Comtes sobirans i Reis del Casal de Barcelona i de les altres cases reials dels antics reialmes hispànics, és l'únic monarca d'aquest cognom que encara regna a Europa.
Amb la derrota de l'Arxiduc i la victòria de Felip V en la Guerra de Successió Espanyola (1714) i la promulgació dels Decrets de Nova Planta (1716), la Corona d'Aragó queda integrada al Regne d'Espanya. Els títols de Comte de Barcelona i Rei d'Aragó esdevenen simplement uns dels molts títols hereditaris del Rei d'Espanya. La seva successió al tron d'Espanya no fou reconeguda per la resta d'Europa i s'inicià la Guerra de Successió Espanyola. Pel Tractat d'Utrecht, Felip V va renunciar al Regne de les Dues Sicílies, que se separà de nou fins al 1735 que es tornà a unir per l'ocupació espanyola Felip V d'Espanya, net de Lluís XIV de França i Rei d'Espanya, el 1708 per la Guerra de Successió Espanyola i el tractat d'Utrecht perd el Regne de Sardenya que passarà a la Dinastia Habsburg.

## El bandolerisme d'època moderna: seglesXVIiXVII

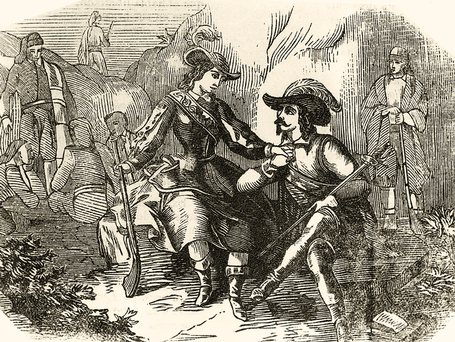
Serrallonga en un gravat romàntic idealitzat del

El fenomen del bandolerisme va tenir una importància singular en les societats mediterrànies. La seva presència és constant a Catalunya, País Valencià i Illes Balears. Però generalment el terme bandolerisme s'ha utilitzat a casa nostra per denominar un fenomen amb característiques particulars que es va donar sobretot entre el final del segle xv i el final del segle xvii. Aquest bandolerisme barroc o d'època moderna no era obra de simples lladres sinó que es configurava en diverses xarxes de relacions personals, que es justificaven en els costums feudals i el dret medieval (per exemple les pràctiques del deseiximent o de l'auxilium) però que també eren conseqüència dels canvis econòmics i socials de la nova era. Els bandolers no tenien per què ser lladres de camins, molts eren persones mobilitzades pel noble a qui pertanyien per tal de fer la guerra al seu enemic (el nyerro Perot Rocaguinarda, el canamunt Llorenç Coll…) i a vegades eren els mateixos senyors empobrits de la baixa noblesa que optaven per aquest mode de vida (Jaume Ruiz de Castellblanch…). De totes maneres sovint la convergència de factors és difícil de destriar (Joan de Serrallonga). La gran quantitat de quadrilles, el gran nombre de persones que les formaven, la longevitat que tingueren algunes i les motivacions que mostraren reflecteixen una transcendència que va més enllà del simple robatori.
Molt poc a veure tenia amb els tipus de bandolerisme que es van donar després, els segles XVIII i XIX. Després de la Guerra de Successió encara subsistien algunes quadrilles, que en més d'una ocasió eren formades per guerrillers resistents de la Guerra de Successió (Rotget a Mallorca, Carrasclet al Principat…). Però en la societat de la Nova Planta el bandidatge aviat va passar a ser un simple fenomen conseqüència de la misèria (Jaume el Barbut…). Al segle xix aquest bandolerisme sovint es va configurar com una reacció guerrillera d'alguns personatges tradicionalistes i/o carlins (Panxa-ampla, Josep Agramunt, Narcís Abrés…).